# COMSOL Multiphysics
COMSOL Multiphysics (antes conocido como FEMLAB) es un paquete de software de análisis y resolución por elementos finitos para varias aplicaciones físicas y de ingeniería, especialmente fenómenos acoplados, o multifísicos. COMSOL Multiphysics también ofrece una amplia y bien gestionada interfaz a MATLAB y sus toolboxes que proporcionan una amplia variedad de posibilidades de programación, preprocesado y postprocesado. También proporciona una interfaz similar a COMSOL Script. Los paquetes son multiplataforma (Windows, Mac, Linux, Unix.) Además de las interfaces de usuario convencionales basadas en físicas, COMSOL Multiphysics también permite entrar sistemas acoplados de ecuaciones en derivadas parciales (EDP). Las EDP se pueden entrar directamente o utilizando la llamada forma débil (ver el Método de los elementos finitos para una descripción de la formulación débil).
Además del amplio rango de problemas clásicos que pueden ser eficientemente trabajados con los diferentes módulos específicos disponibles, el módulo básico "Multifísica" puede ser usado para resolver EDPs tipo Schrödinger, y ha sido exitosamente aplicado para simular efectos cuánticos en sistemas de baja dimensionalidad tales como nanopartículas metálicas, nanotubos de carbono, puntos cuánticos, pozos cuánticos, moléculas artificiales, y monocapas de calcogenuros con metales de transición.
COMSOL fue iniciado con base en los códigos desarrollados por varios estudiantes licenciados del - Germund Dahlquist] para un curso de la licenciatura en el Universidad Tecnológica Real (KTH) en Estocolmo, Suecia.

## Módulos
Existen varios módulos de aplicación específicos para COMSOL Multiphysics:
- AC/DC Module
- Acoustics Module
- Batteries & Fuel Cells Module
- CAD Import Module
- CFD Module
- Chemical Reaction Engineering Module
- Corrosion Module
- ECAD Import Module
- Electrochemistry Module
- Electrodeposition Module
- Fatigue Module
- File Import for CATIA v5
- Geomechanics Module
- Heat Transfer Module
- LiveLink for AutoCAD
- LiveLink for Creo Parametric
- LiveLink for Excel
- LiveLink for Inventor
- LiveLink for MATLAB
- LiveLink for Pro/Engineer
- LiveLink for Solid Edge
- LiveLink for SolidWorks
- LiveLink for SpaceClaim
- Material Library
- MEMS Module
- Microfluidics Module
- Molecular Flow Module
- Multibody Dynamics Module
- Nonlinear Structural Materials Module
- Optimization Module
- Particle Tracing Module
- Pipe Flow Module
- Plasma Module
- RF Module
- Semiconductor Module
- Structural Mechanics Module
- Subsurface Flow Module
- Wave Optics Module

### AC/DC Module
Simula componentes y dispositivos eléctricos que dependen de fenómenos electrostáticos, magnetostáticos y aplicaciones electromagnéticas cuasiestáticas, particularmente acopladas a otras físicas. Consta de interfaces específicas para aplicaciones de maquinaria rotatoria e importación de listas de circuitos SPICE.

### Acoustics Module
Contiene incorporados modos de aplicación Contains y ajustes de contornos para el modelado de propagación acústica en sólidos y fluidos estacionarios. También modela aplicaciones aeroacústicas en fluidos móviles.

### Batteries and Fuel Cells Module
Este módulo es una herramienta especializada, diseñada para modelar todo tipo de aplicaciones de baterías y células de combustible.

### CAD Import Module
Facilita la lectura de la mayoría de los formatos CAD estándar de la industria. Incluye paquetes adicionales que soportan los formatos de fichero para los núcleos de geometría de programas CAD específicos.

### CFD Module
El módulo CFD se ajusta a la simulación avanzada de fluidos. Sus interfaces permiten modelar flujo turbulento y laminar en una o múltiples fases.

### Chemical Reaction Engineering Module
Sirve para estudiar sistemas reactivos que incluyen transporte de materiales y energía.

### Corrosión Module
El módulo de corrosión permite a los ingenieros simular la electroquímica de la corrosión y la protección contra la corrosión de estructuras metálicas.

### Electrochemistry Module
Modela aplicaciones de electrólisis, electrodiálisis y electroanálisis.

### Electrodeposition Module
Electrodeposition Module lleva la potencia de COMSOL Multiphysics a los procesos electroquímicos para aplicaciones tan diversas cono el plateado de cromo en la industria de automoción, galvanización, electrocoloración, electroplateado decorativo y electrodeposición para fabricación de PCB.

### Fatigue Module
Cálculo de fatiga estructural de ciclo alto o bajo, dentro del entorno de COMSOL Multiphysics. Requiere el módulo de mecánica de estructuras.

### Geomechanics Module
El módulo de geomecánica es una ampliación especializada para el Structural Mechanics Module para la simulación de aplicaciones geotécnicas como túneles, excavaciones, estabilidad de pendientes, y estructuras de retención.

### Heat Transfer Module
Consta de modos de aplicación avanzados para el análisis de transferencia de calor por conducción, convección y radiación. Adecuado para aplicaciones industriales como en refrigeración de electrónica e ingeniería de procesos.

### Material Library
Base de datos interna de propiedades de materiales con más de 2500 materiales y 20000 propiedades. La base de datos contiene dependencias con la temperatura de propiedades eléctricas, térmicas y estructurales de materiales sólidos.
La librería de materiales también puede aceptar ficheros generados por la base de datos de propiedades de materiales MatWeb. Se trata de una base de datos con capacidades de búsqueda sobre más de 59.000 hojas de datos de materiales, que incluyen información de propiedades sobre termoplásticos y polímeros termoestables, metales, y otros materiales de ingeniería. MatWeb es una división de Automation Creations, Inc. (ACI) de Blacksburg, Virginia [www.matweb.com].

### MEMS Module
Representa procesos acoplados en dispositivos microelectromecánicos y microfluídicos. Incorpora acoplamientos multifísicos específicos para aplicaciones tales como flujo electroosmótico, amortiguamiento pelicular, piezoelectricidad e interacción fluido-estructura.

### RF Module
Caracteriza campos electromagnéticos, corrientes y ondas para RF, microondas, óptica y otros dispositivos de alta frecuencia. Permite realizar un extenso postprocesado como cálculo de parámetros S y análisis de campo lejano.
Nace para incidir en el modelado de RF, microondas e ingeniería óptica. Este tipo de modelado requiere resolver la escala del dispositivo transmisor mientras que captura efectos de escala muchos órdenes de magnitud mayor.

### Microfluidics Module
El módulo de microfluídica aporta herramientas para el estudio de dispositivos microfluídicos y flujos de gas enrarecido. Entre las aplicaciones más importantes se incluyen las simulaciones de dispositivos, lab on a chip, microfluídica digital, dispositivos electrocinéticos y magnetocinéticos, inkjets, y sistemas de vacío.

### Molecular Flow Module
Módulo para el modelado de flujo de gases enrarecidos para sistemas de vacío.

### Multibody Dynamics Module
Analiza montajes de cuerpos rígidos y flexibles.

### Nonlinear Structural Materials Module
Complementa las funcionalidades de los módulos de mecánica estructural y MEMS añadiendo modelos de materiales no lineales. Cuando las deformaciones estructurales se hacen muy grandes, ciertas no linealidades en las propiedades del material fuerzan al usuario abandonar los modelos de materiales lineales. Esta situación también ocurre en algunas condiciones de operación, como por ejemplo a altas temperaturas.

### Pipe Flow Module
Se utiliza para simulaciones de flujo de fluido, transferencia de masa y calor, transitorios hidráulicos y acústica en tuberías y redes de canalización. Las simulaciones de flujo de tuberías dan la velocidad, variaciones de presión y temperatura a lo largo de tuberías y canalizaciones. El módulo es apropiado para tuberías y canales que tienen longitudes suficientemente grandas para que el flujo en ellos se pueda considerar que está completamente desarrollado y representado mediante una aproximación 1D.

### Plasma Module
Los plasmas de baja temperatura representan una amalgama de mecánica de fluidos, ingeniería de reacciones, cinética, transferencia de calor, transferencia de masa y electromagnetismo. El módulo Plama Module es una herramienta especializada para modelar las descargas de no equilibrio que ocurren en un amplio rango de disciplinas en ingeniería.

### Semiconductor Module
Simulación de dispositivos semiconductores.

### Structural Mechanics Module
Realiza los clásicos análisis de deformación-tensión con capacidades multifísicas completas. Consta de modelos de materiales no lineales, y capacidades para grandes deformaciones y contactos; todo susceptible de ser acoplado libremente a otras físicas.

### Subsurface Flow Module
Este módulo consta de un gran número de interfaces de modelado predefinidas y listas para usar para el análisis de flujos subsuperficiales. Estas interfaces permiten la rápida aplicación de las ecuaciones de Richard, ley de Darcy, la extensión de Brinkman de la ley de Darcy para flujos en medios porosos y las ecuaciones de Navier-Stokes para flujo libre. Además, el módulo puede modelar el transporte y reacción de solutos así como el transporte de calor en medios porosos. La librería de modelos incluye ejemplos que abarcan desde flujos de petróleo y gas en medios porosos a la distribución de trazadores en flujos de acuíferos.

### Wave Optics Module
Simula propagación de ondas electromagnéticas en grandes estructuras ópticas.